# Wolfgang M. Fischer
Wolfgang M. Fischer (* 9. März 1932 in Elbogen, Tschechoslowakei; † 26. März 2007 in Essen) war ein deutscher Mediziner. Bis zu seiner Emeritierung 1997 war er Leiter der Abteilung für Geburtshilfe und Perinatale Medizin im Zentrum für Frauenheilkunde des Essener Universitätsklinikums und von 1990 bis 1994 Dekan der medizinischen Fakultät.

## Leben
Fischer entwickelte in den 1970er Jahren den Fischer-Score, ein geburtshilfliches Scoring-System zur Beurteilung der fetalen Herzfrequenz, die mit einem CTG aufgezeichnet wird.
Fischer kam 1974 vom Universitätsklinikum Hamburg-Eppendorf an die Medizinische Fakultät in Essen. 1983 übernahm er die Leitung der Abteilung für Geburtshilfe und Perinatale Medizin und wurde gleichzeitig für drei Jahre kommissarischer Leiter der Abteilung für Gynäkologie, insbesondere gynäkologische Onkologie.
Von 1986 bis 1988 war er der Vorsitzende der Strukturkommission und damit maßgeblich an der Neustrukturierung der Fakultätsgremien der Universität Essen beteiligt. Von 1988 bis 1990 amtierte er als Prodekan und von 1990 bis 1994 für zwei Amtszeiten als Dekan.

## Schriften
- mit I. Stude, H. Brandt: Ein Vorschlag zur Beurteilung des antepartualen Kardiotokogrammes. (A suggestion for the evaluation of the antepartal cardiotocogram). In: Zeitschrift fur Geburtshilfe und Perinatologie. 180, 2, 1976, S. 117–123.
- (Hrsg.), Dietrich Berg (Bearb.): Kardiotokographie. Diagnostische Methoden in der Perinatologie. Thieme, Stuttgart 1973. 3. überarbeitete und erweiterte Ausgabe 1993, ISBN 978-3-13-506803-9.
- (Hrsg.): Kardiotokographie. Lehrbuch und Atlas. Thieme, Stuttgart 1973, ISBN 978-3-13-506801-5.